# Louise Yim
Louise Yim, född 1899, död 1977, var en sydkoreansk politiker.
Hon var industriminister 1948-49. Hon var sitt lands första kvinnliga minister.  
Hon var parlamentsledamot 1949-1954. Hon blev den första kvinna att väljas till parlamentet (fyra kvinnor hade dock blivit ledamöter genom utnämning 1946). 